# Buen Retiro (Santa Cruz)
Buen Retiro ist eine Ortschaft im Departamento Santa Cruz im südamerikanischen Anden-Staat Bolivien.

## Lage im Nahraum
Buen Retiro ist der drittgrößte Ort im Municipio San Carlos in der Provinz Ichilo. Die Ortschaft liegt auf einer Höhe von 290 m an einem Zufluss des Río Palacios vor den bolivianischen Voranden-Ketten im Feuchtgebiet zwischen dem Río Yapacaní und dem Río Piraí.

## Geographie
Buen Retiro liegt östlich vorgelagert der bolivianischen Cordillera Oriental am Rande des bolivianischen Tieflandes.
Die Jahresdurchschnittstemperatur der Region liegt bei etwa 24 °C (siehe Klimadiagramm Santa Fe de Yapacaní) und schwankt nur unwesentlich zwischen knapp 21 °C im Juni und Juli und gut 26 °C von November bis Januar. Der Jahresniederschlag beträgt etwa 1800 mm, bei Monatsniederschlägen zwischen 60 mm im Juli und durchschnittlichen Höchstwerten von 200 bis 300 mm in den Sommermonaten von Dezember bis Februar.

## Verkehrsnetz
Südöstlich von Buen Retiro in einer Entfernung von 123 Straßenkilometern liegt Santa Cruz, die Hauptstadt des Departamentos.
Von Santa Cruz aus ist Buen Retiro über die 1657 Kilometer lange Nationalstraße Ruta 4 zu erreichen, die von Tambo Quemado an der chilenischen Grenze in West-Ost-Richtung das gesamte Land durchquert und nach Puerto Suárez an der brasilianischen Grenze führt. Sie führt über Cochabamba, Villa Tunari und Yapacaní zur Stadt San Carlos und weiter über Santa Cruz, Pailón und Roboré nach Puerto Suárez. In San Carlos zweigt eine Landstraße in nördlicher Richtung von der Ruta 4 ab und erreicht Buen Retiro nach dreizehn Kilometern.

## Bevölkerung
Die Einwohnerzahl der Ortschaft ist in den vergangenen zwei Jahrzehnten um knapp ein Drittel angestiegen:
| Jahr | Einwohner | Quelle       |
| ---- | --------- | ------------ |
| 1992 | 1544      | Volkszählung |
| 2001 | 1693      | Volkszählung |
| 2012 | 1932      | Volkszählung |
| 2024 |           | Volkszählung |

Aufgrund der in der zweiten Hälfte des 20. Jahrhunderts erfolgten Zuwanderung aus dem Altiplano weist die Region einen gewissen Anteil an Quechua-Bevölkerung auf, im Municipio San Carlos sprechen 23,8 Prozent der Bevölkerung Quechua.